# Nesolinoceras ornatipennis
Nesolinoceras ornatipennis là một loài tò vò trong họ Ichneumonidae.